# Imma aulonias
Imma aulonias är en fjärilsart som beskrevs av Edward Meyrick 1906. Imma aulonias ingår i släktet Imma och familjen Immidae. Inga underarter finns listade i Catalogue of Life.